# 제일사료
제일사료(대표이사 권천년)는 사료전문 기업이다. 대한민국 축산업 태동기인 1962년에 제일산업주식회사로 시작하여 1972년에 제일사료㈜로 상호를 변경하고 2001년 하림그룹의 계열사로 편입되었다. 2006년 전국의 5개 공장 모두 HACCP인증을 획득하고, 네덜란드의 카우다이스 바우더사, 미국 Akey, 네덜란드의 de heus사 등과 기술제휴를 한 바가 있다. 2009년 사료전문연구소인 하림중앙연구소를 설립하고 연구시험농장과 함께 운영하고 있다. 하림중앙연구소는 가축의 질병진단과 사료의 영양성분 정밀분석 및 신제품 개발연구를 하고 있다. 사료제품으로는 양계, 양돈, 낙농, 비육우, 양어, 말, 개, 고양이 및 사슴, 기타 애완동물, 실험동물, 염소 등이 있다.

## 연혁
- 1960년 : 제일산업주식회사로 상호변경 실시[1.11]
- 1962년 : 사료제조 개시(사료제조 등록허가 국내 제 2호)
- 1970년 : 국내 최초 펠렛사료 제조, 공급
- 1972년 : 제일사료주식회사로 상호변경[4.1]
- 1980년 : 대전공장 신축 이전 [8.25]
- 1984년 : 연구시험농장운영
- 1987년 : 기술연구소 설립 : 후레이크 시설 추가 및 양어사료제조 허가
- 1988년 : 천하제일사료 상표사용
- 1989년 : ㈜천호통산에서 제일곡산주식회사로 상호 변경[3.20]
- 1991년 : 애완견, 담수 및 해산어용 부상사료 전용 대전 특수사료공장 준공
- 1993년 : 네덜란드 카우다이스 바우더사와 기술제휴 조인
- 1998년 : 함안 양어사료전용공장 준공(생산능력: 15톤/시간)
- 2000년 : ISO 9001 국제품질인증 획득 – 네덜란드 DNV : 대용유 배합사료 공장등록(대전공장)
- 2001년 : 미국 Akey 사와 기술제휴 조인, ㈜순우리한우 설립[11.13], 하림그룹 출범[12.7](회장 김홍국)
- 2002년 : 익산공장 상호 변경 ㈜그린사료->㈜천하제일[9.4]
- 2005년 : 네덜란드 de heus사와 기술제휴 조인
- 2006년 : 전공장 HACCP 인증 획득
- 2007년 : 중국 소주하림사료유한공사 설립
- 2009년 : 양어 해외수출(미국, 일본 싱가포르), 하림중앙연구소 통합운영(대덕테크노밸리)
- 2010년 : K.E.R과(켄터키 말전문 영양연구소) 브랜드 협약
- 2012년 : 천하제일사료 창립 50주년, 프랑스 In Vivo사와 기술제휴
- 2013년 : 중국 하림(요성)사료유한공사 신공장 건설
- 2014년 : 서울 신사옥 건설, 정안 펫공장 건축
- 2015년 : 프랑스 In Vivo사와의 2차 기술제휴

## 공장
- 대전공장 : 대전광역시 대덕구 대화동
- 인천공장 : 인천광역시 중구 항동
- 함안공장 : 경상남도 함안군 법수면 윤외리
- 익산공장 : 전북 익산시 황등면 죽촌리

## 연구소
- 하림중앙연구소 : 대전광역시 유성구 용산동